# Hidjar
Les hidjar (al-Hidjar, singular hidjra) foren una sèrie de colònies que va fundar Abd-al-Aziz ibn Saüd (conegut com a Ibn Saud), entre 1912 i 1928 per sedentaritzar als beduïns de l'Aràbia Saudita.
La primera colònia fou al-Artawiyya al territori tribal dels Mutayr (entre Najd i Kuwait); va seguir al-Ghatghat al territori (dira) dels Utaiba. Es van arribar a fundar 130 colònies. Es van formar dins d'aquests fraternitats (al-Ikhwan) que van extremar el zel religiós i van acabar considerant al rei com enemic de l'islam i es van revoltar, però foren reprimits (1930). Algunes colònies foren arrasades.